# Juan Manuel Jorge
Juan Manuel Jorge Novino (Montevideo, 22 aprile 2004) è un calciatore uruguaiano, centrocampista del Defensor Sporting.

## Carriera
Jorge è cresciuto nel settore giovanile del Defensor Sporting ed ha debuttato in prima squadra il 7 settembre 2022 nell'incontro di Copa Uruguay vinto 1-0 contro il Racing Montevideo. Il 4 ottobre seguente ha trovato il suo primo gol sempre in coppa nazionale, nel successo per 3-0 sul Liverpool (M).

## Statistiche

### Presenze e reti nei club
Statistiche aggiornate al 13 ottobre 2024.
| Stagione        | Squadra           | Campionato      | Campionato | Campionato | Coppe nazionali | Coppe nazionali | Coppe nazionali | Coppe continentali | Coppe continentali | Coppe continentali | Altre coppe | Altre coppe | Altre coppe | Totale | Totale | Totale |
| Stagione        | Squadra           | Comp            | Pres       | Reti       | Comp            | Pres            | Reti            | Comp               | Pres               | Reti               | Comp        | Pres        | Reti        | Pres   | Reti   |        |
| --------------- | ----------------- | --------------- | ---------- | ---------- | --------------- | --------------- | --------------- | ------------------ | ------------------ | ------------------ | ----------- | ----------- | ----------- | ------ | ------ | ------ |
| 2022            | Defensor Sporting | PD              | 0          | 0          | CU              | 3               | 1               | -                  | -                  | -                  | -           | -           | -           | 3      | 1      |        |
| 2023            | Defensor Sporting | PD              | 1          | 0          | CU              | 1               | 1               | CS                 | 1                  | 1                  | SU          | 0           | 0           | 2      | 1      |        |
| 2024            | Defensor Sporting | PD              | 4          | 1          | CU              | 1               | 0               | CL                 | 1                  | 0                  | SU          | 0           | 0           | 5      | 1      |        |
| Totale carriera | Totale carriera   | Totale carriera | 5          | 1          |                 | 5               | 2               |                    | 0                  | 0                  |             | 0           | 0           | 10     | 3      |        |

## Palmarès

### Club

#### Competizioni nazionali
- Copa Uruguay: 2

Defensor Sporting: 2022, 2023